# Josef Bláha
Josef Bláha (8. června 1924, Novo mesto – 6. prosince 1994, Praha) byl český herec, dlouholetý člen hereckého souboru Divadla na Vinohradech.

## Život a dílo
Pocházel ze smíšeného manželství, matka byla Slovinka, otec Čech. Do svých jedenácti let žil v rodném Novom meste. Potom se rodiče přestěhovali do Prahy. Během středoškolských studií hrál ochotnicky divadlo. Během druhé světové války byl totálně nasazen, herectví vystudoval až po válce na pražské DAMU. Po krátkém angažmá v divadle u Ference Futuristy zakotvil natrvalo v Divadle na Vinohradech, kde působil od roku 1951 do roku 1991, tedy prakticky až do konce svého života. Pět let bojoval s těžkou nemocí, rakovinou jícnu. Podlehl jí na Mikuláše v roce 1994, půl roku po sedmdesátých narozeninách.
Hrál také v několika desítkách filmů a v televizních seriálech. Z televizních a filmových rolí byla velmi významná postava policejního inspektora Brůžka z televizních seriálů Hříšní lidé města pražského a Panoptikum města pražského a na ně navazující série filmů Partie krásného dragouna, Smrt černého krále, Pěnička a Paraplíčko, Vražda v hotelu Excelsior. V nich hrál po boku Josefa Vinkláře (inspektor Bouše), Františka Filipovského (inspektor Mrázek), Jaroslava Marvana (kriminální rada Vacátko), Jiřího Adamíry (policejní rada Korejs) a Ondřeje Havelky. Hrál také v seriálech Byl jednou jeden dům, Nemocnice na kraji města, Návštěvníci a dalších.
V roce 1984 byl oceněn titulem zasloužilý umělec.

## Filmografie

### Film
- 1947 Jan Roháč z Dubé – role: student
- 1952 Velké dobrodružství – role: účastník výpravy Josef Špíral
- 1956 Jan Žižka – role: voják na Vyšehradě
- 1956 Dobrý voják Švejk – role: bosenský vězeň
- 1965 7 zabitých – role: Otakar Krátký z Brna
- 1966 Vrah skrývá tvář – role: MUDr. Wintr, drahovický doktor
- 1969 Kladivo na čarodějnice – role: hrabě Ignác Karel Matyáš Šternberk, státní rada apelačního soudu
- 1971 Dívka na koštěti – role: čtyřruký ředitel čarodějnické školy
- 1974 Hodíme se k sobě miláčku? – role: hudební skladatel Petr Karát
- 1975 Můj brácha má prima bráchu – role: otec Pavelka
- 1977 Zítra vstanu a opařím se čajem – role: Rousek
- 1978 Brácha za všechny peníze – role: otec Pavelka
- 1979 Poprask na silnici E4 – role: Bohouš Kudrna
- 1979 Tchán – role: tchán Vavřinec
- 1980 Signum laudis – role: hejtman Bruno König
- 1980 V hlavní roli Oldřich Nový – role: klaun
- 1986 Chobotnice z II. patra – role: poručík portugalské policie
- 1986 Není sirotek jako sirotek – role: hostinský Pepa Žalud
- 1988 Poutníci – role: on sám, herec
- 1989 Poklad rytíře Miloty – role: profesor Horák

### Televize
- 1968 Hříšní lidé města pražského (TV seriál) – role: inspektor Josef Brůžek
- 1968 Hořké pivo, sladký likér (TV zpracování dvou povídek Karla Copa) – role: advokát
- 1969 Maryla (TV zpracování novely Aloise Jiráska) – role: Zbyněk Buchovec
- 1969 Hádavá pohádka (pohádka) – role: hostinský Piváček
- 1970 F. L. Věk (TV seriál) - role: operní zpěvák (role Dona Giovanniho)
- 1971 Fantom operety (seriál) – role: Rudolf Halant
- 1971 Hostinec U koťátek (TV seriál) – role: kovář Jakub Pecka
- 1974 Byl jednou jeden dům (TV seriál) – role: Achilles Nerudný, zvaný Aší
- 1975 Nejmladší z rodu Hamrů (seriál) – role: Fiala
- 1975 Fata morgána (film) – role: otec Petra
- 1976 Muž na radnici (seriál) – role: tajemník MěNV Hlavica
- 1976 Preclíková válka (TV komedie) – role: Bedřich Danda
- 1977 30 případů majora Zemana (TV seriál), díl 18. a 20. – role: Leopold Fanta
- 1977 Nemocnice na kraji města (seriál), díl 6. a 7. – role: otec sestry Iny, pokrývač Galuška
- 1977 Žena za pultem (seriál) – role: Vavřinec, soused Anny Holubové
- 1978 Pan Tau (TV seriál) – role: hlavní inspektor letového provozu
- 1979 Nebožtíci na bále (TV adaptace humoresky Ladislava Fukse) – role: policejní komisař z Bolzanky
- 1979 Dívka světových parametrů (TV komedie) – role: otec
- 1980 Okres na severu (TV seriál) – role: řidič František Matějka
- 1983 Návštěvníci (TV seriál) – role: akademik Jan Richard (původně Rudolf Filip)
- 1984 Bambinot (TV seriál) – role: šéfredaktor Bonnelli
- 1984 Rozpaky kuchaře Svatopluka (seriál) – role: šéfkuchař Havránek
- 1986 Panoptikum Města pražského (seriál) – role: vrchní inspektor Josef Brůžek
- 1988 Chlapci a chlapi (TV seriál) – role: otec nadporučíka Ráže

## Divadelní role, výběr
- 1964 Henrik Ibsen: Nápadníci trůnu, role: Dagfin sedlák, Divadlo na Vinohradech, režie František Štěpánek
- 1973 William Shakespeare: Večer tříkrálový, Malvolio, Divadlo na Vinohradech, režie Stanislav Remunda
- 1974 Neil Simon: ...vstupte!, Al Lewis, Divadlo na Vinohradech, režie František Štěpánek
- 1974 Robert Bolt: Ať žije královna!, James Hepburn, Divadlo na Vinohradech, režie Jaroslav Dudek
- 1974 Jaroslav Kubát: Skandál v Březůvce, Hrobník Vojtek, Divadlo na Vinohradech, režie Zdeněk Míka
- 1974 Jiří Hubač: Král Krysa, Samson, Divadlo na Vinohradech, režie Jiří Dalík
- 1974 Alexandr P. Štejn: V zajetí času, Pohlavár, Divadlo na Vinohradech, režie Jan Strejček
- 1975 Jan Jílek: Silvestr, Jarmánek, Divadlo na Vinohradech, režie Jaroslav Dudek
- 1975 Alexej K. Tolstoj: Car Fjodor, Kníže Mstislavský, Divadlo na Vinohradech, režie Petr P. Vasiljev
- 1975 Irwin Shaw: Brooklynská idyla, Filip, Divadlo na Vinohradech, režie Stanislav Remunda
- 1976 Ákos Kertész: Jmeniny, Lászlo Mazur, Divadlo na Vinohradech, režie Jaroslav Dudek
- 1976 Michail Roščin: Manželé hledají byt, Alenin otec, Divadlo na Vinohradech, režie Miroslav Vildman
- 1977 Jan Jílek: Dvojí tep srdce, Sýkora, Divadlo na Vinohradech, režie Jaroslav Dudek
- 1978 Josef Kajetán Tyl: Tvrdohlavá žena, Toulavý šlejfíř Nožejček, Divadlo na Vinohradech, režie František Štěpánek
- 1978 George S. Kaufman, Moss Hart:: Přišel na večeři, Beverley Carlton, Divadlo na Vinohradech, režie Stanislav Remunda
- 1978 Věra Eliášková: ... a ten měl tři dcery, Král, Divadlo na Vinohradech, režie Jaroslav Dudek
- 1979 Edgar Dutka: Autobus do Wollongongu, Frankie Veselý, Divadlo na Vinohradech, režie Jan Strejček
- 1981 František F. Šamberk: Jedenácté přikázání, Major ve výslužbě Jičínský, Divadlo na Vinohradech, režie František Štěpánek
- 1982 Jan Drda: Dalskabáty a hříšná ves, Kníže Belzebub, Divadlo na Vinohradech, režie František Štěpánek
- 1983 Jaroslav Hašek: Švejk, Generál Fink, Divadlo na Vinohradech, režie Jan Grossman
- 1983 William Shakespeare: Richard III., Vévoda Buckingham, Divadlo na Vinohradech, režie Jaroslav Dudek
- 1984 Bertold Brecht: Matka Kuráž a její děti, Vrchní velitel, Divadlo na Vinohradech, režie Evžen Sokolovský
- 1986 Edmond Rostand: Cyrano z Bergeracu, Carbon de Castel Jaloux, Divadlo na Vinohradech, režie Jaroslav Dudek
- 1987 Gerhart Hauptmann: Zlodějská komedie, Divadlo na Vinohradech, režie Jan Novák
- 1988 Herb Gardner: Já nejsem Rappaport, Midge, Divadlo na Vinohradech, režie František Štěpánek
- 1988 Karel Čapek: Loupežník, Šefl, Divadlo na Vinohradech, režie Jan Novák
- 1989 Michail Bulgakov: Mistr a Markétka, Lavrovič, Divadlo na Vinohradech, režie Jaroslav Dudek